# Saison 1 de Outer Banks
Chronologie
Saison 2
Cet article présente le guide des épisodes de la première saison de la série télévisée américaine Outer Banks.

## Synopsis
Dans les Outer Banks en Caroline du Nord, une bande d’adolescents appelée « Pogues » est déterminée à savoir pourquoi le père de John Booker (Chase Stokes) a mystérieusement disparu et, peu à peu, ils découvrent le trésor légendaire qu’ils avaient commencé à chercher. 
Poursuivis par la loi et un riche groupe de Kooks (terme argot de la série désignant une personne aisée, excentrique et égocentrique, qui ne peut pas traîner avec les vrais surfeurs) de l'ile Figure Eight, les Pogues cherchent à surmonter des obstacles tels que la drogue, l'amour, les combats, l'amitié, l'argent et la privation de leurs droits d'être des adolescents américains.

## Résumé de la saison
En déterrant un secret enfoui depuis longtemps, des ados déclenchent une série d'événements malencontreux qui les entraînent dans des aventures inoubliables.

## Distribution

### Acteurs principaux
- Chase Stokes (VF : Donald Reignoux) : John Booker « John B. » Routledge
- Madelyn Cline (VF : Alice Taurand) : Sarah Cameron
- Madison Bailey (VF : Aurélie Konaté) : Kiara « Kie » Carrera
- |Rudy Pankow (VF : Tom Trouffier) : JJ Maybank
- Jonathan Daviss (VF : Mike Fédée) : Pope Heyward
- Drew Starkey (VF : Juan Llorca) : Rafe Cameron
- Charles Esten (VF : Cyrille Artaux) : Ward Cameron
- Austin North (VF : Jim Redler) : Topper Thorntorn

### Acteurs récurrents
- Adina Porter (VF : Maïk Darah) : la shérif Susan Peterkin
- Cullen Moss (VF : Stéphane Bazin) : l'officier Shoupe
- Julia Antonelli (VF : Justine Bazin) : Wheezie Cameron, la petite sœur de Sarah.
- Caroline Arapoglou (VF : Peggy Martineau) : Rose Cameron, la belle-mère de Sarah.
- E. Roger Mitchell (VF : Jean-Baptiste Anoumon) : M. Heyward, le père de Pope
- CC Castillo (VF : Ludmila Ruoso) : Lana Grubbs
- Brian Stapf : Cruz
- Chelle Ramos (VF : Sara Chambin) : la shérif-adjointe Plumb
- Deion Smith (VF : Jonathan Le Guillou) : Kelce
- Marland Burke : Mike Carrera, le père de Kiara.
- Nicholas Cirillo (VF : Taric Mehani) : Barry
- Gary Weeks (en) (VF : Loïc Guingand) : Luke Maybank, le père de JJ
- Adam Donahue : l'agent Bratcher
- Samantha Soule (VF : Christine Lemler) : Anna Carrera, la mère de Kiara
- Terence Rosemore (VF : Frantz Confiac) : le capitaine Terrance

## Liste des épisodes
1. Pilote (Pilot)
2. La Boussole Porte-Bonheur (The Lucky Compass)
3. La Zone Interdite (The Forbidden Zone)
4. La Mission Secrète (Spy Games)
5. La Fête du Solstice (Midsummers)
6. La Parcelle 9 (Parcel 9)
7. Le Calme avant la Tempête (Dead Calm)
8. La Piste de Décollage (The Runway)
9. Le Clocher (The Bell Tower)
10. Le Phantom (The Phantom)

### Épisode 1:Pilote(Pilot)
- Adina Porter (Shérif Susan Peterkin)
- Cullen Moss (Officier Shoupe)
- Julia Antonelli (Wheezie Cameron)
- Caroline Arapoglou (Rose Cameron)
- CC Castillo (Lana Grubbs)
- Deion Smith (Kelce)
- E. Roger Mitchell (M. Heyward)
- Charles Halford (John « Big John » Routledge)

### Épisode 2:La Boussole Porte-Bonheur(The Lucky Compass)
- Adina Porter (Shérif Susan Peterkin)
- Cullen Moss (Officier Shoupe)
- Julia Antonelli (Wheezie Cameron)
- Caroline Arapoglou (Rose Cameron)
- Deion Smith (Kelce)
- CC Castillo (Lana Grubbs)
- Marland Burke (Mike Carrera)

### Épisode 3:La Zone Interdite(The Forbidden Zone)
- Adina Porter (Shérif Susan Peterkin)
- Julia Antonelli (Wheezie Cameron)
- Deion Smith (Kelce)
- Marland Burke (Mike Carrera)